# 宋法棠
宋法棠（1940年—），男，山东郯城人，中华人民共和国政治人物。

## 生平
1985年，任山东省泰安市委副书记、市长。1989年，升任山东省人民政府副省长。1999年，改黑龙江省委副书记。2000年，任黑龙江省人民政府代省长、省长。2003年，升任黑龙江省省委书记；同年兼任黑龙江省人大常委会主任。2006年辞职。2008年，任第十一届全国人大教科文卫委员会副主任委员。